# Polanco (Kantabrien)
Polanco ist eine Gemeinde in der spanischen Autonomen Region Kantabrien. Sie liegt am rechten Ufer des Flusses Saja, in der Nähe seiner Mündung, die die Ría de San Martín, auch bekannt als Ría de Suances, bildet. Sie besteht aus Flachland in der Nähe der kantabrischen Küste mit lokalem atlantischem Klima.

## Geschichte
Die verschiedenen archäologischen Stätten auf ihrem Territorium bestätigen, dass es eine menschliche Anwesenheit in dem Gebiet seit der alten Paläolithischen Periode gab, die mehrere bearbeitete Steinobjekte hinterlassen haben. In der vorrömischen Zeit ist die Anwesenheit der Kantabrer auch durch andere Fundstellen bezeugt.
Während der römischen Herrschaft wurde Polanco über die Via Agrippa erreicht, die von den römischen Legionen entlang der Küste gebaut wurde und im Mittelalter auch von Pilgern auf dem Weg nach Santiago de Compostela genutzt wurde.

## Orte
- Barrio Obrero
- Mar
- Polanco (Hauptstadt)
- Posadillo
- Requejada
- Rinconeda
- Rumoroso
- Soña

## Bevölkerungsentwicklung
| 1900 | 1910 | 1920 | 1930 | 1940 | 1950 | 1960 | 1970 | 1981 | 1991 | 2000 | 2010 | 2019 |
| ---- | ---- | ---- | ---- | ---- | ---- | ---- | ---- | ---- | ---- | ---- | ---- | ---- |
| 1072 | 1226 | 2123 | 2655 | 2665 | 3059 | 3659 | 3531 | 4082 | 3806 | 3574 | 5065 | 5896 |

## Persönlichkeiten
- José María de Pereda (1833–1906), Politiker